# Битка код Карпија
Битка код Карпија је била серија маневара у лето 1701. и прва битка у Рату за шпанско наслеђе. Битка се одиграла 9. јула 1701. између аустријских и француских трупа. Аустријска војска под командом Еугена Савојског је однела победу.